# Yo nunca vi televisión
Yo nunca vi televisión es un álbum tributo al programa infantil y grupo musical chileno 31 minutos, grabado por artistas chilenos y mexicanos bajo la producción de Ro Velázquez y Emmanuel del Real en el sello Terrícolas Imbéciles. Se lanzó el 15 de diciembre de 2009, cerca del estreno de 31 minutos, la película en México. Muchas fueron las bandas que se integraron al proyecto, por lo que se lanzó un EP el 1 de enero de 2010, con seis temas nuevos. En diciembre de 2010 el sello Universal adquirió el disco, y se realizó una última edición, con un total de veintidós canciones.

## Historia
La idea de hacer un disco tributo a la serie de televisión chilena 31 minutos surgió en México, país donde el programa alcanzó popularidad. Ro Velázquez (integrante del trío musical Liquits) propuso hacer un álbum homenaje a los directores de la serie, "como una idea peregrina" (según Álvaro Díaz, uno de sus creadores), siendo finalmente concretada.
En 2009 empezaron los rumores de la realización del disco, y en tres meses treinta grupos se encontrabam grabando, lo que fue motivo para dividir el álbum en dos. Finalmente fue lanzado el 15 de diciembre de 2009, en disquerías mexicanas y estadounidenses. Artistas mexicanos y chilenos como Ximena Sariñana, Francisca Valenzuela, Los Bunkers, María Daniela y Su Sonido Lasser, Natalia Lafourcade, Tepetokio, Belanova, Pedropiedra y Chancho en Piedra formaron parte del proyecto, que en semanas vendió alrededor de 5000 copias en México. Los temas fueron publicados en iTunes, y se esperaba lanzar una edición especial en Chile o traer el álbum, propuesta que nunca se cumplió.
El compacto incluía un disco de cartón, que promovía canjearlo por un EP con temas descartados de la primera edición, pudiéndose realizar desde el primero de enero de 2010 en las disquerías Mixup. Se planeó hacer giras promocionales para Chile y México, pero esto tampoco sucedió. Fue hasta fines del año 2010, que se publicó una segunda edición, constituida por dos discos. El primera contenía los 14 temas del álbum 2009, y el segundo, los 6 temas del EP canjeable, 2 nuevos tributos, interpretados por Vicente Gayo y Astro, y 10 videoclips realizados por los mismos artistas. La difusión de esta versión estuvo a cargo del sello Universal, pero la disquera no puso el interés esperado.

## Lista de canciones

### Primera edición (15 de diciembre de 2009)
Todas las letras escritas por Álvaro Díaz, Pedro Peirano, Daniel Castro y Rodrigo Salinas, toda la música compuesta por Pablo Ilabaca y Carlos Espinoza. 
| Yo nunca vi televisión |                                                                       |          |  |
| N.º                    | Título                                                                | Duración |  |
| 1.                     | «Yo nunca vi televisión» (Belanova)                                   | 3:36     |  |
| 2.                     | «Papá, te quiero» (Bengala)                                           | 2:40     |  |
| 3.                     | «Tangananica Tangananá» (Liquits)                                     | 3:14     |  |
| 4.                     | «La regla primordial» (Tepetokio)                                     | 2:40     |  |
| 5.                     | «Doggy Style» (Francisca Valenzuela)                                  | 2:02     |  |
| 6.                     | «Mi equilibrio espiritual» (Los Bunkers)                              | 3:03     |  |
| 7.                     | «Diente blanco, no te vayas» (Natalia Lafourcade & Emmanuel del Real) | 3:51     |  |
| 8.                     | «Severlá» (Chancho en Piedra)                                         | 4:08     |  |
| 9.                     | «Mi muñeca me habló» (María Daniela y su Sonido Lasser)               | 2:55     |  |
| 10.                    | «Baila sin Cesár» (Niña)                                              | 2:43     |  |
| 11.                    | «El dinosaurio Anacleto» (Ximena Sariñana)                            | 3:38     |  |
| 12.                    | «Mr. Guantecillo» (Pedropiedra)                                       | 3:15     |  |
| 13.                    | «Calurosa Navidad» (Furland)                                          | 3:01     |  |
| 14.                    | «Mi castillo de blanca arena con vista al mar» (Siddhartha)           | 2:27     |  |
| 42:11                  |                                                                       |          |  |

### EP (1 de enero de 2010)
Todas las letras escritas por Álvaro Díaz, Pedro Peirano, Daniel Castro y Rodrigo Salinas, toda la música compuesta por Pablo Ilabaca y Carlos Espinoza. 
| Yo nunca vi televisión | |          |  |
| N.º                    | Título                                                                                                | Duración |  |
| 1.                     | «Objeción denegada» (Play & Móvil Project)                                                            | 2:52     |  |
| 2.                     | «Doggy Style» (Afrodita)                                                                              | 2:41     |  |
| 3.                     | «Lala» (Radaid)                                                                                       | 3:27     |  |
| 4.                     | «Me cortaron mal el pelo» (Los músicos de José y Rita Guerrero)                                       | 3:14     |  |
| 5.                     | «El señor interesante» (Ángelo Pierattini y las Calaveras Errantes (Tributo a La señora Interesante)) | 2:51     |  |
| 6.                     | «Yo opino» (Sinergia)                                                                                 | 1:37     |  |
| 16:42                  | |          |  |

### Segunda edición (diciembre de 2010)

#### Disco 1
Todas las letras escritas por Álvaro Díaz, Pedro Peirano, Daniel Castro y Rodrigo Salinas, toda la música compuesta por Pablo Ilabaca y Carlos Espinoza. 
| Yo nunca vi televisión |                                                                       |          |  |
| N.º                    | Título                                                                | Duración |  |
| 1.                     | «Yo nunca vi televisión» (Belanova)                                   | 3:36     |  |
| 2.                     | «Papá, te quiero» (Bengala)                                           | 2:40     |  |
| 3.                     | «Tangananica Tangananá» (Liquits)                                     | 3:14     |  |
| 4.                     | «La regla primordial» (Tepetokio)                                     | 2:40     |  |
| 5.                     | «Doggy Style» (Francisca Valenzuela)                                  | 2:02     |  |
| 6.                     | «Mi equilibrio espiritual» (Los Bunkers)                              | 3:03     |  |
| 7.                     | «Diente blanco, no te vayas» (Natalia Lafourcade & Emmanuel del Real) | 3:51     |  |
| 8.                     | «Severlá» (Chancho en Piedra)                                         | 4:08     |  |
| 9.                     | «Mi muñeca me habló» (María Daniela y su Sonido Lasser)               | 2:55     |  |
| 10.                    | «Baila sin Cesár» (Niña)                                              | 2:43     |  |
| 11.                    | «El dinosaurio Anacleto» (Ximena Sariñana)                            | 3:38     |  |
| 12.                    | «Mr. Guantecillo» (Pedropiedra)                                       | 3:15     |  |
| 13.                    | «Calurosa Navidad» (Furland)                                          | 3:01     |  |
| 14.                    | «Mi castillo de blanca arena con vista al mar» (Siddhartha)           | 2:27     |  |
| 42:11                  |                                                                       |          |  |

#### Disco 2
Todas las letras escritas por Álvaro Díaz, Pedro Peirano, Daniel Castro y Rodrigo Salinas, toda la música compuesta por Pablo Ilabaca y Carlos Espinoza. 
| Yo nunca vi televisión | |          |  |
| N.º                    | Título                                                                                                | Duración |  |
| 1.                     | «Objeción denegada» (Play & Móvil Project)                                                            | 2:52     |  |
| 2.                     | «Doggy Style» (Afrodita)                                                                              | 2:41     |  |
| 3.                     | «Lala» (Radaid)                                                                                       | 3:27     |  |
| 4.                     | «Me cortaron mal el pelo» (Los músicos de José y Rita Guerrero)                                       | 3:14     |  |
| 5.                     | «El señor interesante» (Ángelo Pierattini y las Calaveras Errantes (Tributo a La señora Interesante)) | 2:51     |  |
| 6.                     | «Yo opino» (Sinergia)                                                                                 | 1:37     |  |
| 7.                     | «Guácala» (Vicente Gayo)                                                                              | 1:46     |  |
| 8.                     | «Boing boing boing» (Astro)                                                                           | 1:31     |  |
| 19:59                  | |          |  |

| N.º | Título                                       | Artista                                    |
| --- | -------------------------------------------- | ------------------------------------------ |
| 1   | Papá, te quiero                              | Bengala                                    |
| 2   | Tangananica Tangananá                        | Liquits                                    |
| 3   | Mi equilibrio espiritual                     | Los Bunkers                                |
| 4   | Baila sin César                              | Niña                                       |
| 5   | Calurosa Navidad                             | Furland                                    |
| 6   | Mi castillo de blanca arena con vista al mar | Siddhartha                                 |
| 7   | Objeción denegada                            | Play & Móvil Project                       |
| 8   | Doggy Style                                  | Afrodita                                   |
| 9   | El señor interesante                         | Ángelo Pierattini y las Calaveras Errantes |
| 10  | Yo opino                                     | Sinergia                                   |

## Carátula
La portada de la primera edición presenta mediante figuras de plastilina a Juan Carlos Bodoque frente a una carta de  barras de color. La carátula del EP muestra dibujos de los personajes de 31 minutos, y la de la reedición, una imagen similar al primer álbum, pero con una mira en gama de tonos azules.
El diseño del disco fue realizado en la agencia Hula + Hula.

## Créditos
- Alejandro Giacomán: Masterización.
- Ro Velásquez: Dirección general y A&R
- José Orduña: Productor ejecutivo.
- Juan de Dios Balbi: Productor ejecutivo.